# Conus pergrandis
Espèce
Statut de conservation UICN

 LC  : Préoccupation mineure
Conus pergrandis est une espèce de mollusques gastéropodes marins de la famille des Conidae.
Comme toutes les espèces du genre Conus, ces escargots sont prédateurs et venimeux. Ils sont capables de « piquer » les humains et doivent donc être manipulés avec précaution, voire pas du tout.

## Description
La taille de la coquille varie entre 73 mm et 161 mm.

## Distribution
Cette espèce marine est présente au large de Taiwan, de l'Indochine, de l'Indo-Malaisie, de la Nouvelle-Calédonie, de la Papouasie-Nouvelle-Guinée, des Philippines, du Pacifique occidental et du Queensland, en Australie.

### Niveau de risque d’extinction de l’espèce
Selon l'analyse de l'UICN réalisée en 2011 pour la définition du niveau de risque d'extinction, cette espèce se trouve sur la côte de Taïwan ; Mindanao, l'île de Basilan et l'île de Jolo aux Philippines ; la Papouasie Nouvelle-Guinée de l'ouest de l'île de Boigu au bord ouest de la baie de l'Orangerie ; Inginoo à la pointe nord du Queensland jusqu'à la baie de la Déception sur la côte australienne ; et la Nouvelle-Calédonie. Cette espèce est commune dans les eaux profondes. Il n'y a pas de menaces majeures connues. Elle est classée dans la catégorie " préoccupation mineure ".

## Taxonomie

### Publication originale
L'espèce Conus pergrandis a été décrite pour la première fois en 1937 par le malacologiste japonais Tom Iredale,.

### Synonymes
- Asprella pergrandis (Iredale, 1937) · non accepté
- Conus (Embrikena) pergrandis Iredale, 1937 · appellation alternative
- Conus (Embrikena) potusmarumai Kosuge, 1980 · non accepté
- Conus fletcheri Petuch & Mendenhall, 1972 · non accepté
- Conus potusmarumai Kosuge, 1980 · non accepté
- Embrikena pergrandis Iredale, 1937 · non accepté (combinaison originale)
- Embrikena potusmarumai (Kosuge, 1980) · non accepté